# 岩崎美術館・工芸館
岩崎美術館・工芸館（いわさきびじゅつかん・こうげいかん）は、鹿児島県指宿市十二町にある美術館である。この館は、1983年4月に創建された「岩崎美術館」と、1998年10月に併設された「岩崎芳江工芸館」で構成されるが、本稿においては「岩崎美術館・工芸館」で総称する。

## 概要
鹿児島の富豪であった岩崎與八郎が、指宿市にリゾート開発した指宿観光ホテル（現：指宿いわさきホテル）の敷地内に自らが蒐集した書画のコレクションを展示するための美術館を設立したものである。フランス近代絵画や黒田清輝をはじめとする日本近代絵画の作品を展示している。また工芸館では、郷土工芸である薩摩焼の作品や、西郷隆盛、大久保利通、東郷平八郎、五代友厚といった薩摩の英雄たちの墨書を収蔵している。
岩崎美術館は、建築家槇文彦の設計で、2010年日本建築家協会25年賞を受賞している。

## 施設概要
- 開館時間 - 午前8時〜午後5時00分
- 休館日 - 年中無休
- 入館料 - 一般・大学生300円、高校生以下無料
- 所在地 - 鹿児島県指宿市十二町3755（指宿いわさきホテル敷地内）
- アクセス - 鹿児島交通バス「いわさきホテル」バス停下車